# GOES 3
El GOES 3, també conegut com a GOES-C abans d'entrar en servei, va ser un satèl·lit meteorològic i posteriorment com a satèl·lit de comunicacions operat per la National Oceanic and Atmospheric Administration dels Estats Units com a part del sistema Geostationary Operational Environmental Satellite i va ser llançat el juny de 1978. És col·locat en òrbita geoestacionària, des d'on va ser utilitzat inicialment per al pronòstic del temps als Estats Units. Va deixar de funcionar com a satèl·lit meteorològic el 1989, però s'ha utilitzat com a satèl·lit de comunicacions, i després d'haver passat més de trenta-un anys en operació, és un dels satèl·lits més antics en funcionament en òrbita.

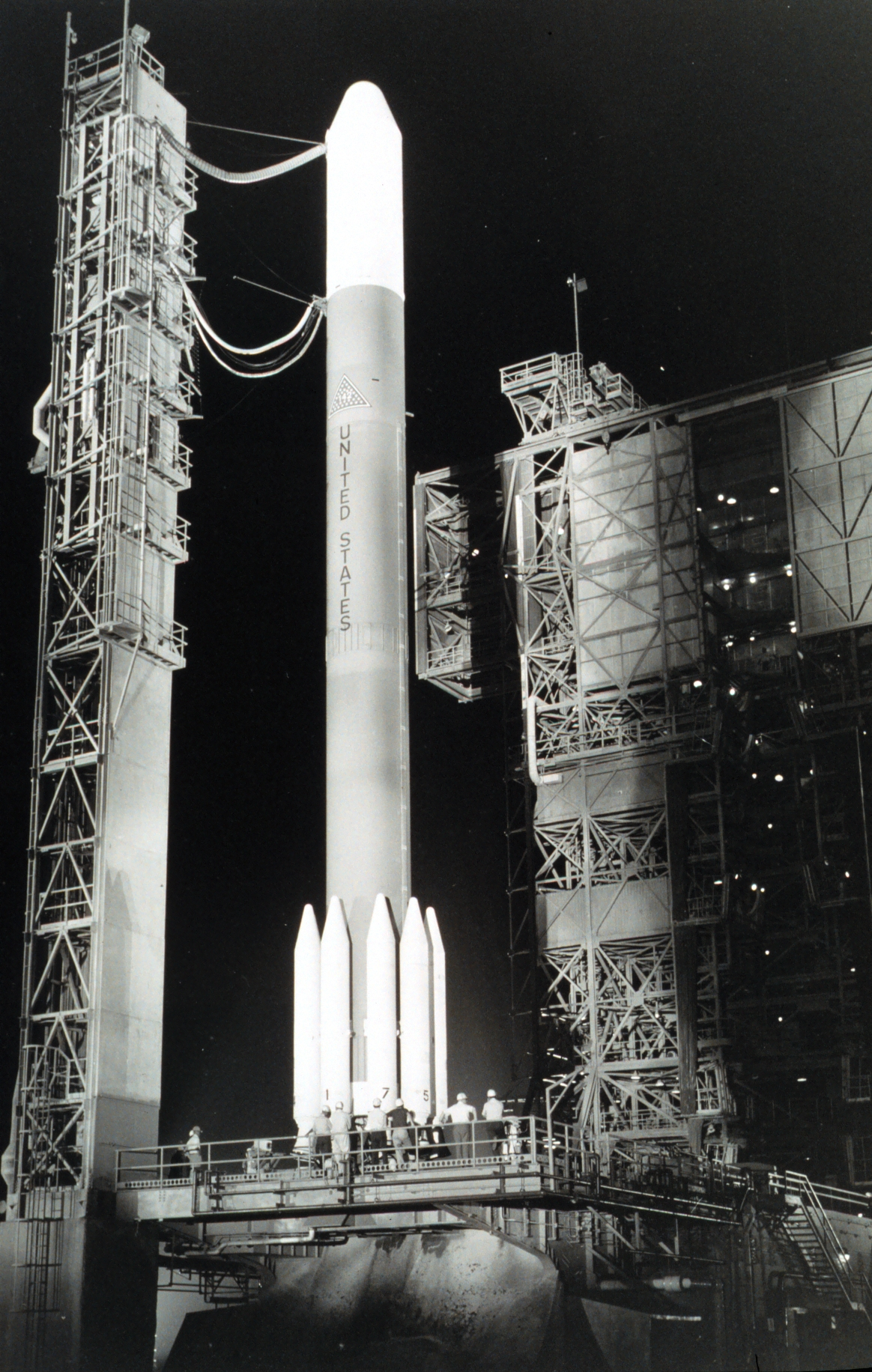
El GOES-C en un Delta 2914 abans del llançament

El GOES 3 va ser construït per Ford Aerospace, i es basa en el model de satèl·lit desenvolupat pel programa SMS. En el llançament tenia una massa de 627 kg.
El GOES-C va ser enlairat utilitzant un coet transportador Delta 2914 des de Launch Complex 17B al Cape Canaveral Air Force Station. El llançament es va produir a les 10:49 GMT del 16 de juny de 1978, només dos minuts curts d'un any després que el satèl·lit anterior, el GOES 2. El llançament va col·locar amb èxit el GOES-C en una òrbita de transferència geoestacionària, de la qual es va elevar a l'òrbita geoestacionària per mitjà d'un motor d'apogeu SVM-5 a bord. La seva inserció en l'òrbita geoestacionària es va produir a les 03:22 del 17 de juny.
El GOES-C es van sotmetre a proves en òrbita, i va ser rebatejat posteriorment com a GOES 3. Va substituir el servei del GOES 1, i es va fer funcionar inicialment a 135° Oest. En el 1981, va ser mogut a 90° Oest, arribant el 1982, abans marxar de nou el 1984. En el 1985 va ser retornat de nou a 135° Oest. En el 1987 va ser traslladat a 129° Oest, on va operar fins a esdevenir inutilitzable per als estudis meteorològics en el 1989.
Després del cessament d'operacions com a satèl·lit meteorològic, el GOES 3 va ser reassignat per al seu ús com un satèl·lit de comunicacions. En el 1990, va ser reubicat a 175° Oest, i en el 1995 va ser mogut de nou, i va ser col·locat entre 102° i 110° Oest des del 1996. Les organitzacions que han utilitzat el GOES 3 per a les comunicacions s'inclouen Peacesat, que es va utilitzar per proporcionar serveis de comunicacions a les illes a l'oceà Pacífic; la Universitat de Hawaii que el va utilitzar per transmetre programes educatius; la National Science Foundation dels Estats Units, que el va utilitzar per a les comunicacions amb l'Estació Amundsen-Scott; i el Rosenstiel School of Marine and Atmospheric Science.